# Laguna Niguel
Laguna Niguel es una ciudad situada en el condado de Orange, en el estado de California (Estados Unidos). Tiene una población estimada, a mediados de 2021, de 64 239 habitantes.
Como ciudad predominantemente residencial, sirve como una comunidad dormitorio para los centros de trabajo del norte y centro del condado de Orange.

## Historia
El nombre "Niguel" deriva de "Nigueni", que era una comunidad indígena ubicada en la zona.
En 1821 la localidad pasó a formar parte de México y se formaron muchos ranchos en la zona, incluido el Rancho Niguel. El primer terrateniente privado del área fue Juan Ávila, quien obtuvo tierras a través de una concesión mexicana en 1842. Cuando California pasó a ser territorio de Estados Unidos, Juan Ávila logró revalidar su título de propiedad y siguió siendo dueño del rancho hasta 1865.
En 1895 estas tierras pasaron a propiedad de la Moulton Company, junto con otras zonas cercanas. 
En 1959 fueron adquiridas por Laguna Niguel Corporation para desarrollar una de las primeras comunidades planificadas de California. Las primeras comunidades, Monarch Bay y Laguna Terrace, se comenzaron a constituir en 1961. 
Finalmente, el 1 de diciembre de 1989 Laguna Niguel se convirtió en una ciudad del condado de Orange.

## Demografía
Según el censo de 2020, en ese momento la ciudad tenía una población de 64 355 habitantes. El 69.67% de los habitantes eran blancos, el 1.26% eran afroamericanos, el 0.47% eran amerindios, el 9.94% eran asiáticos, el 0.13% eran isleños del Pacífico, el 5.96% eran de otras razas y el 12.57% eran de una mezcla de razas. Del total de la población, el 16.33% eran hispanos o latinos de cualquier raza.